# Przebieg nośny
Przebieg nośny – wytwarzane w urządzeniu nadawczym napięcie lub prąd elektryczny o wartości zmieniającej się w funkcji czasu w sposób sinusoidalny lub impulsowy, poddawne modulacji przez przebieg modulujący. Umożliwia to przesyłanie informacji w drodze bezprzewodowej lub przewodowej.